# Средња школа „Никола Тесла“ Теслић
Средња школа „Никола Тесла” је носилац средњошколског образовања у општини Теслић уз Средњошколски центар „Јован Дучић”. Налази се у улици Карађорђева 10А у Теслићу.

## Историјат
Прву школу у Теслићу су основали Аустроугари 1899. године с намјером да се ту школују дјеца радника „Дестилације” и других предузећа. За своје потребе „Дестилација” је основала и издржавала Шегртску школу коју су уписивали најсиромашнији ђаци који су највећи дио времена и проводили на пракси у том предузећу. Упис је био условљен тако да су ученици морали бити или радници ове фабрике или имати завршен течај који је организовала сама фабрика. Након Другог свјетског рата се стање мијења и 1948. године је основана Нижа реална гимназија која се 1956. спојила са четворогодишњом основном школом у нову осмогодишњу школу. Педесетих година је започета изградња нове школске зграде чија је градња трајала деценијама. Средњошколци су тада добили двије монтажне зграде како би се настава одвијала неометано и одвојено од основаца, једна је припала Школи ученика у привреди – аутомеханичари, токари, металостругари, електричари, столари, зидари и тесари. Од 1972. године Школа ученика у привреди и Гимназија су уједињене у Средњошколски центар „Ђуро Пуцар Стари” који је задржао овај назив до почетка Отаџбинског рата 1992—1995. када је на основу одлуке Скупштине општине Теслић извршена реорганизација и до данас наставу организују под називима Средња школа „Никола Тесла” и Средњошколски центар „Јован Дучић”. Одлука о оснивању Средње мјешовите школе „Никола Тесла” је донијета на Сједници Скупштине општине Теслић 20. марта 1992. када је одлучено да ће ученици бити уписивани у занимања Електро струка – електроенергетичар, Машинска струка – машински техничар, бравар, аутомеханичар, металостругар, заваривач, металоглодач и помоћни бравар и Дрвнопрерађивачка струка – столар. Школа је почела са радом 1. септембра исте године, а први вршилац дужности директора је био проф. Војко Поздеровић. Настава се од 2015. године изводи у једној смјени. Данас садрже струке и занимања Машинство и обрада метала – Техничар CNC технологија и Техничар мехатронике у трајању од четири године и Аутомеханичар и Бравар – заваривач у трајању од три године, Шумарство и обрада дрвета – Техничар за обраду дрвета CNC у четворогодишњем трајању, Електротехника – Техничар електронике у четворогодишњем трајању и Електричар – електроинсталатер у трогодишњем трајању и Саобраћај – Техничар логистике и шпедиције у четворогодишњем трајању и Руковалац грађевинских и претоварних машина и кранова у трогодишњем трајању. Садрже 632 ученика распоређених у двадесет и девет одјељења и осамдесет и једног запосленог, од тога шездесет и два наставника.